# Neuhäuser Hügel
Der Neuhäuser Hügel ist ein 890,6 m hoher Berg im Thüringer Wald. Sein deutlich bekannterer Nebengipfel ist der Adlersberg.